# Oberschwabenklinik
Die Oberschwabenklinik gGmbH (OSK) ist ein Krankenhausverbund bestehend aus Krankenhäusern in Ravensburg und Wangen im Allgäu im Landkreis Ravensburg in Oberschwaben und im Allgäu. Größtes Krankenhaus ist das Krankenhaus St. Elisabeth in Ravensburg. Der Landkreis Ravensburg ist alleiniger Gesellschafter, nach dem die weiteren Gesellschafter 2004 und 2024 ihre Anteile an diesen verkauft hatten.
Über Tochtergesellschaften (GmbH) betreibt die OSK ambulante Medizinische Versorgungszentren (MVZ) in Ravensburg, Wangen, Bad Waldsee und Isny.
Die OSK ist Hauptgesellschafterin (74,8 %) der Gesundheitsakademie Bodensee-Oberschwaben mit Sitz in Weingarten.

## Geschichte des Klinikverbundes
Der Klinikverbund wurde im Jahre 1997 vom Landkreis Ravensburg, der Stadt Ravensburg und den Franziskanerinnen von Reute gegründet und führte 39.000 stationäre und 104.000 ambulante Behandlungen im Jahre 2020 durch. Die ambulanten Medizinischen Versorgungszentren versorgten 22.000 Patienten. Mit rund 3000 Vollzeitarbeitplätzen ist die Oberschwabenklinik einer der größten Arbeitgeber im Landkreis Ravensburg. Das Krankenhaus 14 Nothelfer in Weingarten gehört nicht zum Verbund der OSK.
Die Krankenhäuser in Leutkirch und Isny erwirtschafteten im Jahre 2012 Verluste. Im 9. November 2012 beschloss der Kreistag des Landkreises Ravensburg, dass die Standorte in Leutkirch und Isny geschlossen werden. Am 30. Juni 2013 wurde das Krankenhaus Leutkirch geschlossen. 2014 folgte die Schließung des Krankenhauses Isny. Das Krankenhaus Bad Waldsee stellte am 19. Juli 2023 seine stationäre Versorgung ein.
Das 1901 gegründete St. Elisabethen-Klinikum, das in wesentlichen Teilen noch aus seinen Ursprungsgebäuden bestand, wurde seit 2010 neu strukturiert und in großen Teilen neu gebaut. 2013 erfolgte die Eröffnung des ersten Bauabschnittes, 2017 die Fertigstellung des zweiten.
2024 verschenkte die Stadt Ravensburg ihre Anteile an der hochedifizitären Gesellschaft. Das Defizit lag 2024 beif fast 32 Millionen Euro.

### Krankenhäuser
- Krankenhaus St. Elisabeth Ravensburg (542 Planbetten)
- Krankenhaus Wangen (228 Planbetten)

### Zentren und Schwerpunkte
| - Diabeteszentrum für Kinder, Jugendliche und Erwachsene - Herz-Kreislauf-Zentrum - Neurozentrum - Überregionales Traumazentrum Ravensburg - Regionales Traumazentrum Wangen | - Onkologisches Zentrum - Regionales Schmerzzentrum mit Schmerzambulanz - Zertifiziertes Brustzentrum Oberschwaben - Perinatalzentrum | - Zertifiziertes Gefäßzentrum - Zertifiziertes Adipositaszentrum - Zertifiziertes Darmzentrum - Zertifiziertes Schlaganfallzentrum - Zertifiziertes Endoprothetikzentrum der maximalversorgung Wangen |

### Fachbereiche der Medizinischen Versorgungszentren
Ravensburg: Allgemeinmedizin, Orthopädie;
Wangen: Radiologie, Orthopädie, Unfallchirurgie, Chirurgie, Innere Medizin
Isny: Orthopädie, Chirurgie
Seit 2012 betreibt die St. Elisabeth-Stiftung von Bad Waldsee im Gebäude der früheren Kinderklinik ein Sozialpädiatrisches Zentrum (SPZ).

### Schließungen
Im Jahr 2023 schloss die OSK den Standort in Bad Waldsee. Die weitere Nutzung ist ungesichert. Seit 2025 werden Geflüchtete im Gebäude untergebracht.